# Freeganismo
Il freeganismo è uno stile di vita anticonsumista nel quale le persone utilizzano strategie di vita alternative basate sulla partecipazione limitata all'economia convenzionale e sul minimo consumo di risorse.
I freegani abbracciano la comunità, la generosità, il problema sociale, la libertà, la cooperazione, e la condivisione rispetto a una società basata sul materialismo, l'apatia morale, la competizione, la conformità e l'avidità.

## Attività
Questo stile di vita consiste nel recuperare gli scarti, soprattutto nel prendere il cibo in scadenza dai supermercati, i quali lo butterebbero senza averlo venduto.

## Influenza nella società italiana
In Italia, l'esperienza freegan è stata affiancata da forme istituzionalizzate per il recupero delle eccedenze di produzione come la Fondazione Banco Alimentare e il Last Minute Market nato dal progetto di Andrea Segrè della facoltà di Agraria dell'Università di Bologna.
Tutte queste esperienze positive sono state rafforzate dalla Legge 25 giugno 2003, n. 155, in materia di "Disciplina della distribuzione dei prodotti alimentari a fini di solidarietà sociale." per la ridistribuzione degli avanzi alimentari delle mense scolastiche e aziendali e dei supermercati, ossia di tutti quei prodotti vicini alla scadenza ma ancora commestibili. Le associazioni di ridistribuzione vengono equiparate a consumatori finali.

## Storia
L'obiettivo dei Freegans di ridurre la partecipazione al capitalismo e le tattiche di recupero dei beni sprecati condivide elementi con i Diggers, un gruppo anarchico di teatro di strada con sede ad Haight-Ashbury a San Francisco negli anni '60 che organizzava alloggi e cliniche gratuiti e distribuiva cibo avanzato e poi recuperato. La stessa parola "freegan" sarebbe stata inventata nel 1994 da Keith McHenry, il co-fondatore di Food Not Bombs, un gruppo anarchico che distribuisce pasti vegetariani gratuiti come protesta contro il militarismo e come un modo per fornire "solidarietà e non beneficenza" per riferirsi ai non vegani che non pagano mai i prodotti animali. Il racconto di McHenry è coerente con altri resoconti pubblicati sul freeganismo che mostrano che la parola iniziò ad essere usata a metà degli anni '90 dai partecipanti ai movimenti antiglobalizzazione e ambientalisti radicali.
L'opuscolo "Perché Freegan?", scritto da Warren Oakes, ex batterista della band Against Me!, a Gainesville, in Florida, nel 1999 definisce il freeganismo come "un'etica anti-consumistica riguardo al mangiare" e prosegue descrivendo pratiche tra cui l'immersione nei cassonetti, raschiatura del piatto (plate scraping), foraggiamento selvaggio, giardinaggio, furto, truffe dei dipendenti e baratto come alternative al pagamento del cibo. L'opuscolo ha anche ampliato le attività associate al "freeganismo" con una lunga sezione sulle pratiche non alimentari, tra cui la conservazione dell'acqua, il pre-ciclo, il riutilizzo dei beni e l'utilizzo dell'energia solare. Più che un semplice insieme di comportamenti, però, l'opuscolo presenta il freeganismo come un obiettivo politico generale: un "boicottaggio definitivo" di "tutte le corporazioni, tutti i negozi, tutti i pesticidi, tutta la terra e le risorse sprecate, il sistema capitalista, il dollaro oppressivo, la schiavitù salariale, l'intero burrito" a favore di "vivere una vita piena e soddisfacente... mentre si cammina lievemente sulla terra". Il primo gruppo organizzato di "freegani" autodefiniti formatosi nel 2003 come propaggine del nightclub Wetlands Preserve e dell'associato Activism Center di New York City. Secondo il gruppo freegan.info, "Dopo anni di tentativi di boicottaggio di prodotti di società non etiche responsabili di violazioni dei diritti umani, distruzione ambientale e abuso di animali, molti di noi hanno scoperto che, indipendentemente da ciò che abbiamo acquistato, abbiamo finito per sostenere qualcosa di deplorevole. Ci siamo resi conto che il problema non sono solo alcune cattive aziende, ma l'intero sistema stesso." Dal 2005, freegan.info ha organizzato eventi regolari tra cui laboratori di cucito e biciclette, spedizioni di foraggiamento di cibo selvatico e "tour della spazzatura", immersioni pubbliche nei cassonetti aperte al pubblico e ai media.

## Motivazioni e ideologia
Gli studi di solito rilevano che la maggior parte delle persone che partecipano a pratiche associate al freeganismo, come le immersioni nei cassonetti per il cibo, lo fanno per motivi economici. I freegani sono generalmente distinti come un sottoinsieme di questa popolazione che ha una motivazione ideologica o politica per recuperare i rifiuti o evitare il consumo, sebbene alcuni freegans affermino anche che lo fanno per divertimento, per acquisire beni gratuiti, o per convinzione religiosa. L'antropologa Loretta Lou ha dimostrato come il freeganismo sia strettamente correlato alle nozioni di libertà, in particolare "libertà etica", tra alcuni praticanti freegan in Asia.

### Anarchismo e anticapitalismo
I primi praticanti e precursori del freeganismo come Food Not Bombs erano esplicitamente anticapitalisti, sostenendo che il capitalismo è responsabile del consumo eccessivo, dell'abuso di lavoratori umani e animali non umani e dello spreco di risorse. L'approccio di Freegans all'anticapitalismo è ampiamente di orientamento anarchico: piuttosto che cercare di impadronirsi del potere statale, i freegans affermano di essere impegnati in una "politica prefigurativa" (una modalità di organizzazione e di relazioni sociali che si sforzano di riflettere la società futura ricercata dal gruppo), utilizzando risorse sprecate per costruire una nuova società "nel guscio della vecchia" ("in the shell of the old") basato su valori di "comunità, generosità, preoccupazione sociale, libertà, cooperazione e condivisione". Le pratiche di Freegan in teoria rifiutano la mercificazione dei beni di prima necessità, l'imperativo della crescita economica e un'economia basata sullo scambio di denaro piuttosto che sul dono o sulla condivisione gratuiti. Anche le organizzazioni freegan usano spesso il processo decisionale basato sul consenso, reso popolare dal movimento anti-globalizzazione e successivamente visibile in mobilitazioni di ispirazione anarchica come Occupy Wall Street.

### Veganismo e spreco alimentare
La parola "freegan" è nata come un gioco sull'etichetta "veganismo" e una ricerca su freegan.info a New York ha scoperto che la maggior parte dei partecipanti era vegetariana o vegana prima di diventare freegan. In molti casi, tuttavia, i freegani criticano i vegani sostenendo che essi ignorano l'impatto ambientale dei prodotti che acquistano e la proprietà aziendale di molte linee di prodotti vegani.
Il rifiuto del veganismo da parte dei freegani è spesso legato alla loro scoperta dello spreco alimentare, stimato fino al 40% dell'approvvigionamento alimentare negli Stati Uniti e in altri paesi occidentali. Per molti, le statistiche sugli impatti ecologici dello spreco alimentare - fino al 12% delle terre coltivate globali e il 23% dell'acqua dolce globale serve per produrre cibo che non viene mai consumato - servono come giustificazione un completo rifiuto del capitalista sistema alimentare. Inoltre, la presenza di cibo nei cassonetti dei supermercati mostra, secondo alcuni freegani, che la teoria vegana del cambiamento sociale è errata, perché i mercati non traducono in modo efficiente le preferenze dei consumatori in cambiamenti nella produzione.

### Ritorno alla natura
Alcuni freegani si associano a "back-to-the-landers" o "anarco-primitivismo", l'ultimo dei quali afferma che gli esseri umani dovrebbero rifiutare non solo il capitalismo ma la stessa civiltà. Con alcune eccezioni, tuttavia, il freeganismo è un fenomeno prevalentemente urbano o suburbano. Alcune ricerche suggeriscono che i freegani superino questa apparente contraddizione tentando di ri-naturalizzare la città, trattando i rifiuti urbani come una risorsa "naturale" e avvicinandosi all'immersione nei cassonetti come una pratica analoga alla caccia o alla raccolta.

## Pratiche

### Foraggiamento urbano
I freegani sono meglio conosciuti per il recupero del cibo scartato dagli stabilimenti commerciali, una pratica nota come "dumpster diving" o "urban foraging" in Nord America, "skipping", "bin raiding" o "skipitarism" nel Regno Unito, "skip dipping" in Australia, "containern" in Germania, o "doing the duck" in Nuova Zelanda. Le diete Freegan sono quindi rese possibili dalla gamma di pratiche che producono rifiuti alimentari commerciali che sono comunque ancora commestibili, come date di scadenza prudenti, il deliberato eccesso di scorte di alcuni prodotti deperibili (come i prodotti da forno) o criteri estetici per frutta e verdura. Tuttavia, l'immersione nel cassonetto non si limita alla ricerca di cibo; i freegan riferiscono di aver recuperato anche vestiti, libri, elettrodomestici, biciclette e mobili dai cassonetti commerciali.
Sebbene alcuni freegan siano riluttanti a condividere i loro siti e le loro strategie per il "foraggiamento urbano", altri, come quelli di freegan.info, hanno organizzato eventi pubblici per aumentare la consapevolezza dello spreco alimentare e reclutare altri professionisti. Questi eventi hanno attirato una copertura mediatica significativa, in particolare tra il 2005 e il 2009, da punti vendita come The New York Times, Oprah, e MSNBC.

### Foraggiamento selvaggio e giardini urbani
Invece di acquistare alimenti coltivati in modo convenzionale, i raccoglitori selvatici trovano e raccolgono cibo e piante medicinali che crescono nelle proprie comunità. Alcuni freegani partecipano a orti "di guerriglia" o "di comunità", con l'obiettivo dichiarato di ricostruire la comunità e rivendicare la capacità di coltivare il proprio cibo. Per fertilizzare questi orti di guerriglia, a volte viene riutilizzato anche il cibo ottenuto dalle immersioni nei cassonetti, e alcuni usano la vermicoltura invece del normale compostaggio tecniche per mantenere l'infrastruttura richiesta piccola e adattata alle aree urbane. Alcuni freegan rurali sono anche "proprietari di case" che coltivano il proprio cibo e impiegano fonti energetiche alternative per fornire energia alle loro fattorie, vivendo occasionalmente "off-the-grid" completamente. Off-the-grid o off-grid è una caratteristica degli edifici e uno stile di vita progettato in modo indipendente senza fare affidamento su uno o più servizi di pubblica utilità. Il termine "off-the-grid" si riferisce tradizionalmente a non essere collegati alla rete elettrica, ma può includere anche altri servizi come acqua, gas e sistemi fognari e può essere scalato da case residenziali a piccole comunità. La vita off-the-grid consente agli edifici e alle persone di essere autosufficienti, il che è vantaggioso in luoghi isolati dove le normali utenze non possono raggiungere ed è attraente per coloro che vogliono ridurre l'impatto ambientale e il costo della vita. In generale, un edificio off-grid deve essere in grado di fornire energia e acqua potabile per se stesso, oltre a gestire alimenti, rifiuti e acque reflue.

### Condivisione
La "condivisione" è anche presentata come una pratica comune dei freegan, associata all'idea anarchica di una "economia del dono". Ad esempio, Food Not Bombs recupera alimenti che altrimenti andrebbero sprecati per servire pasti caldi per strada a chi li desidera. Davvero, i mercati davvero liberi sono eventi sociali gratuiti in cui i freegani possono condividere beni invece di scartarli, condividere abilità, fare regali e mangiare cibo. Un negozio gratuito è un mercato temporaneo in cui le persone si scambiano beni e servizi al di fuori di un'economia basata sul denaro. A New York City, freegan.info spesso distribuisce gratuitamente cibo recuperato in modo ad hoc dopo i tour della spazzatura.
I freegani sostengono anche la condivisione delle risorse di viaggio. Car pooling e autostop riducono, ma non eliminano, l'uso dell'auto. I programmi e i collettivi di biciclette comunitarie facilitano la condivisione comunitaria delle biciclette, ripristinano le biciclette trovate e rotte e insegnano alle persone come riparare le proprie biciclette. Nel processo, mirano a costruire una cultura di competenza e condivisione delle risorse, riutilizzare biciclette e parti di biciclette sprecate e creare un maggiore accesso al trasporto sostenibile.

### Squatting
Proprio come i freegan sostengono che i rifiuti alimentari dovrebbero essere recuperati e ridistribuiti, molti sostengono che gli edifici non occupati siano una forma di "rifiuto" da recuperare. L'occupazione abusiva era diffusa nell'Europa occidentale e in parti degli Stati Uniti negli anni '80 e '90, e gli attivisti usavano gli edifici occupati non solo per le abitazioni, ma anche per creare centri comunitari, stazioni radio pirata o scuole gratuite. Una diffusa repressione da parte dei comuni ha chiuso molti squat e legalizzato il resto negli anni '90 - il momento in cui stava emergendo il freeganismo - ed è quindi difficile sapere quante persone sono coinvolte in questa attività. Mentre la ricerca con i freegani mostra costantemente che approvano occupando, in pratica, le situazioni di vita dei freegan variano, spaziando dal commercio di lavoro in cambio di affitto alla tradizionale proprietà della casa.

### Lavorare di meno
Lavorare di meno è un'altra componente del freeganismo. I freegani si oppongono all'idea di lavorare al solo scopo di accumulare oggetti materiali. Affermano che il loro bisogno di lavorare si riduce acquistando solo i beni di prima necessità e acquisendo il resto gratuitamente dalla spazzatura. Secondo Freegans, non lavorare libera tempo aggiuntivo per l'azione politica evitando compiti che considerano sacrificare tempo prezioso per "prendere ordini da qualcun altro, stress, noia, monotonia e in molti casi rischi per il benessere fisico e psicologico". Come per lo squatting, tuttavia, il grado di concordanza tra l'ideologia e le pratiche freegan è variabile. Nei sondaggi, i freegan autodescritti variano dal riferire di lavorare solo in modo irregolare, di lavorare costantemente nelle organizzazioni per la giustizia sociale e di essere impiegati in occupazioni più convenzionali e "capitaliste".

## Risposte e critiche

### Servizi igienico-sanitari e stigma
Il contatto con i rifiuti è visto come un tabù e socialmente inaccettabile nella maggior parte dei paesi sviluppati, e i freegan sono spesso associati a gruppi stigmatizzati e razzializzati come i senzatetto o addirittura paragonati a animali "parassiti" come i procioni. Alcuni funzionari della sanità pubblica, come quelli di New York City, hanno esplicitamente scoraggiato l'immersione nei cassonetti per motivi igienico-sanitari e la copertura dei media si concentra occasionalmente sul fattore "poco igienico" dell'immersione nei cassonetti ignorando (esplicitamente o implicitamente) il suo contenuto politico. Questo discorso è stato utilizzato più ampiamente per screditare i movimenti anarchici sostenendo che sono antigienici e quindi pericolosi. Mentre alcuni freegan sostengono che il cibo immerso nei cassonetti è sicuro - notando che di solito viene buttato via perché non può essere venduto con profitto, non perché non è più commestibile - altri abbracciano la "sporcizia" del cibo recuperato come un rifiuto simbolico delle norme capitaliste. Il gruppo freegan.info ha reso il disgusto legato al cibo sprecato parte dei suoi messaggi, sostenendo che la disapprovazione sociale dovrebbe invece ricadere su chi butta via il cibo, piuttosto che su chi lo recupera.

### Parassitismo
Il freeganismo è stato anche criticato sia da altri movimenti radicali che dai commentatori mainstream per il fatto che la sua pratica distintiva - l'immersione nei cassonetti - dipende dal sistema alimentare capitalista che i freegan affermano di rifiutare. Una risposta tipica è che le pratiche freegan non si limitano alle immersioni nei cassonetti, ma includono anche azioni come il guerrilla gardening, il foraggiamento di cibo selvatico o "condivisioni di abilità" di cucito o riparazione di biciclette che sono più completamente autonome dall'economia convenzionale.

### Composizione razziale e di classe
Sebbene attività come l'immersione nei cassonetti o il gleaning (l'atto di raccogliere gli alimenti avanzati dai campi degli agricoltori dopo che sono stati raccolti commercialmente o su campi in cui non è economicamente redditizio raccogliere) siano tradizionalmente viste come strategie di sussistenza per i poveri, la maggior parte delle ricerche sui freegan rileva che gli individui provengono da ambienti di classe media e alta e hanno alti livelli di istruzione (anche se i loro attuali stili di vita li rendono di basso livello). Il freeganismo è stato anche descritto come razzialmente esclusivo, perché l'associazione volontaria di rifiuti del freeganismo sembrerebbe confermare una "costruzione razziale globalmente onnipresente" secondo cui le persone di colore sono sporche e inquinate. Come ha scritto un freegan di colore, "Sono estremamente imbarazzato che le persone mi vedano immergermi, perché posso dire che non sono solo io, sono anche una rappresentazione delle persone di colore in generale... sono stato molestato dalla sicurezza diverse volte mentre mi immergevo nel mio stesso campus, finché i miei amici bianchi non hanno tirato fuori la testa dai cassonetti". Al contrario, il ritratto dell'equilibrio di genere del freeganismo è più misto, con alcuni resoconti che affermano che i gruppi sono a maggioranza uomini e altri a maggioranza donne.

### Legalità e risposte commerciali
La legalità delle pratiche freegan di recupero di cibo, spazio o edifici sprecati varia a seconda delle leggi locali in materia di proprietà, violazione di domicilio e rimozione dei rifiuti. In alcuni luoghi, come New York City, i freegan si tuffano pubblicamente nel cassonetto; in altri luoghi, il foraggiamento urbano è un'attività segreta. Negli ultimi anni, ci sono stati arresti di persone che si tuffavano nei cassonetti per motivi politici nel Regno Unito, in Belgio, e in Francia, sebbene nella maggior parte delle località le accuse alla fine siano state ritirate. Queste azioni potrebbero essere viste come parte di una più ampia criminalizzazione di atti di sopravvivenza - come dormire in luoghi pubblici, condividere cibo senza permesso o recuperare lattine di alluminio da rivendere - che ha colpito i freegan e gruppi affiliati come Food Not Bombs e i senzatetto. Freegans riferisce che anche i negozi hanno risposto al recupero dei rifiuti, inclusa la distruzione deliberata dei prodotti prima di smaltirli, chiudendo i cassonetti o versando candeggina sul cibo per renderlo immangiabile. In Francia, una nuova legge nazionale vieta la pratica di distruggere gli alimenti in questo modo.

## Impatti
La copertura mediatica del freeganismo negli Stati Uniti ha raggiunto il picco durante la crisi finanziaria nel 2007-2009 e successivamente è diminuita. Più recentemente, il freeganismo è stato discusso nel contesto del crescente interesse pubblico per lo spreco alimentare. Tristram Stuart, un importante attivista contro lo spreco alimentare e fondatore dell'organizzazione "Feedback" afferma che l'attenzione dei media al freeganismo è stata cruciale per attirare l'attenzione sul problema. Anche altre analisi sulle origini delle iniziative di politica pubblica contemporanee sullo spreco alimentare hanno concluso che il freeganismo ha contribuito a nuove iniziative, come la legge francese sullo spreco alimentare o la sfida statunitense per la riduzione di tale tipo di spreco.

## Galleria d'immagini

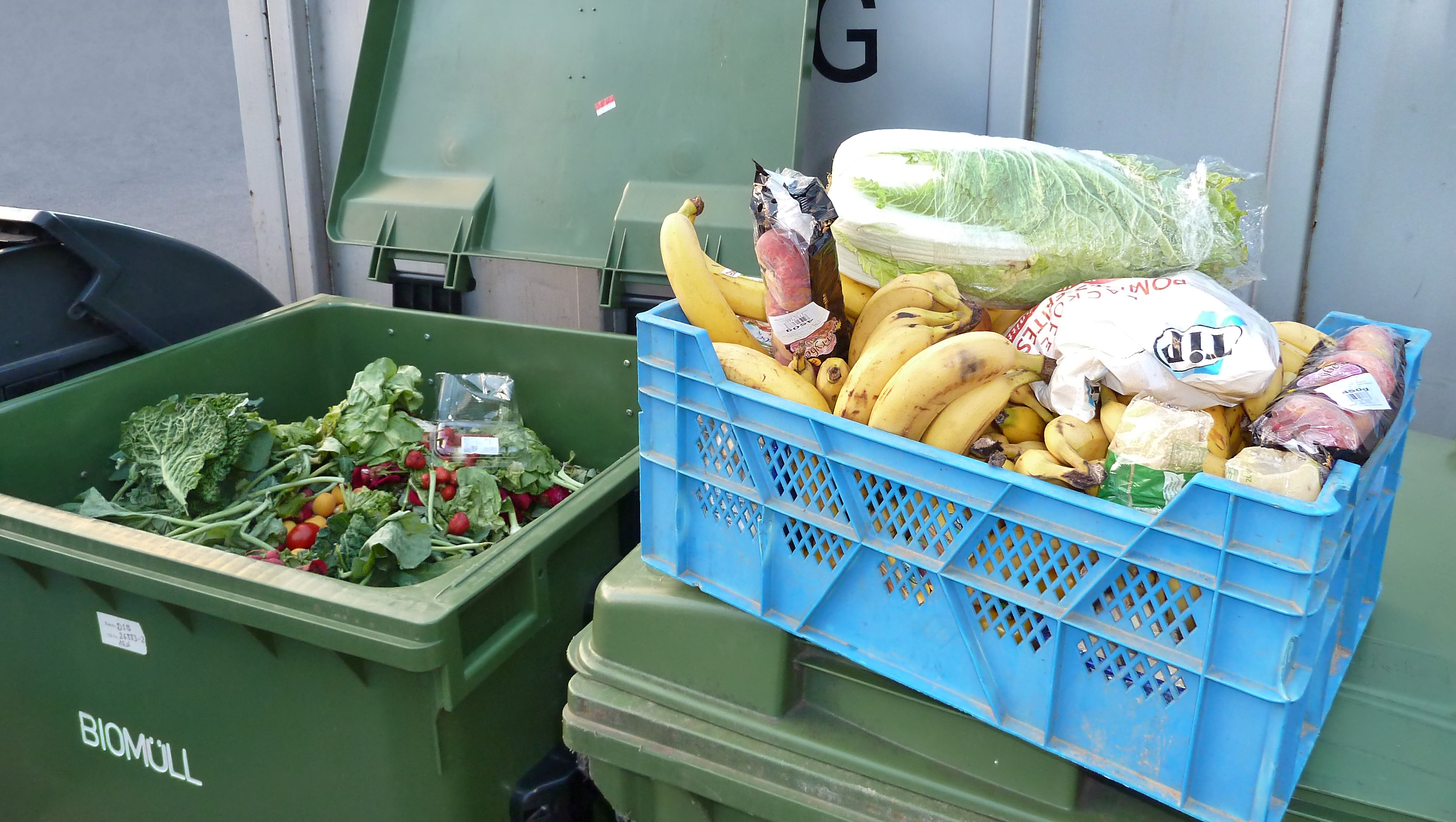
Una cassetta di frutta e verdura recuperata dai cassonetti di un ipermercato.
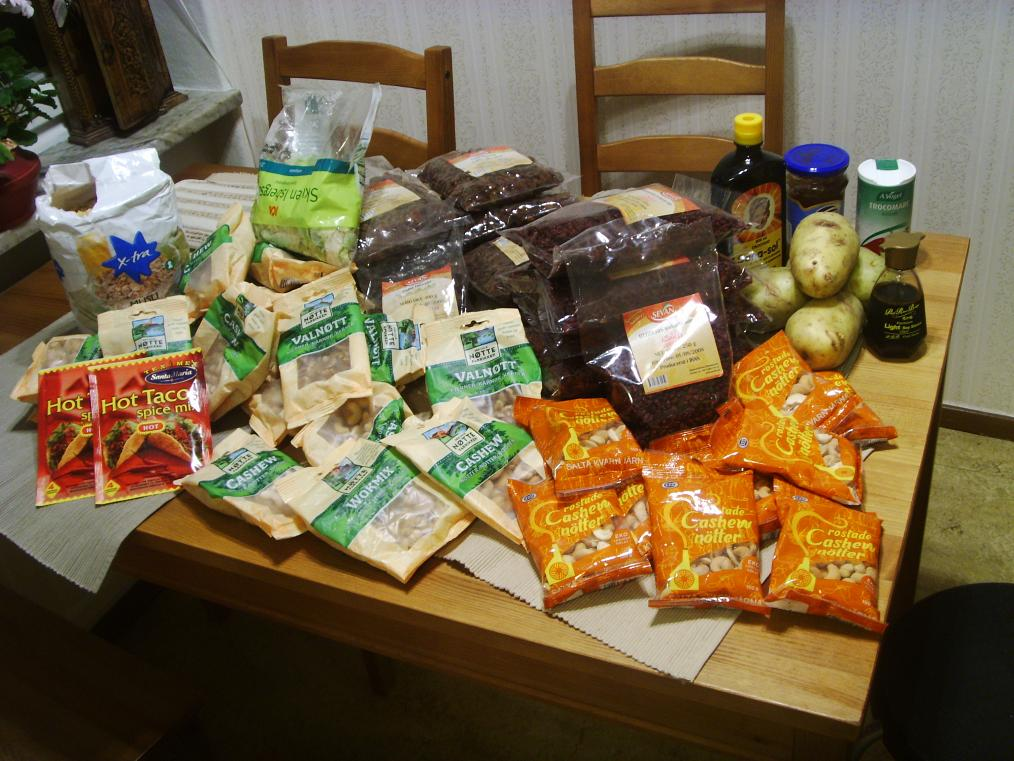
Cibo raccolto in città a Stoccolma, Svezia.
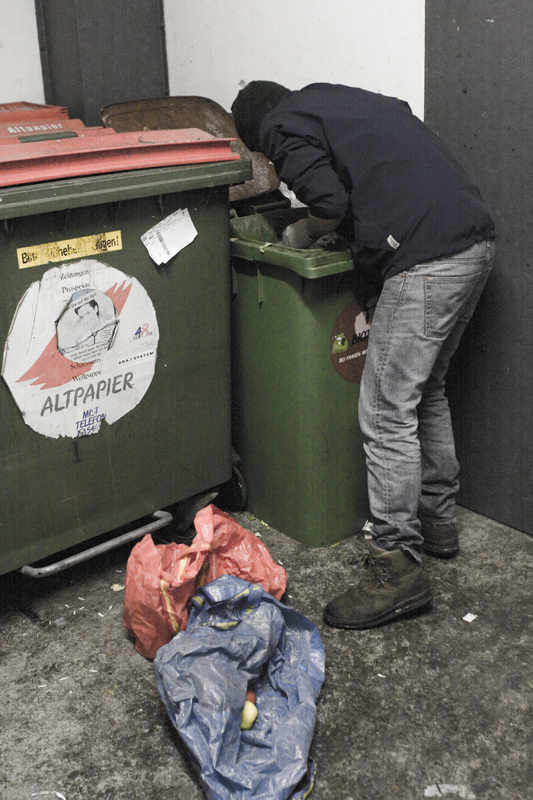
Freegan mentre si introduce nel cassonetto.
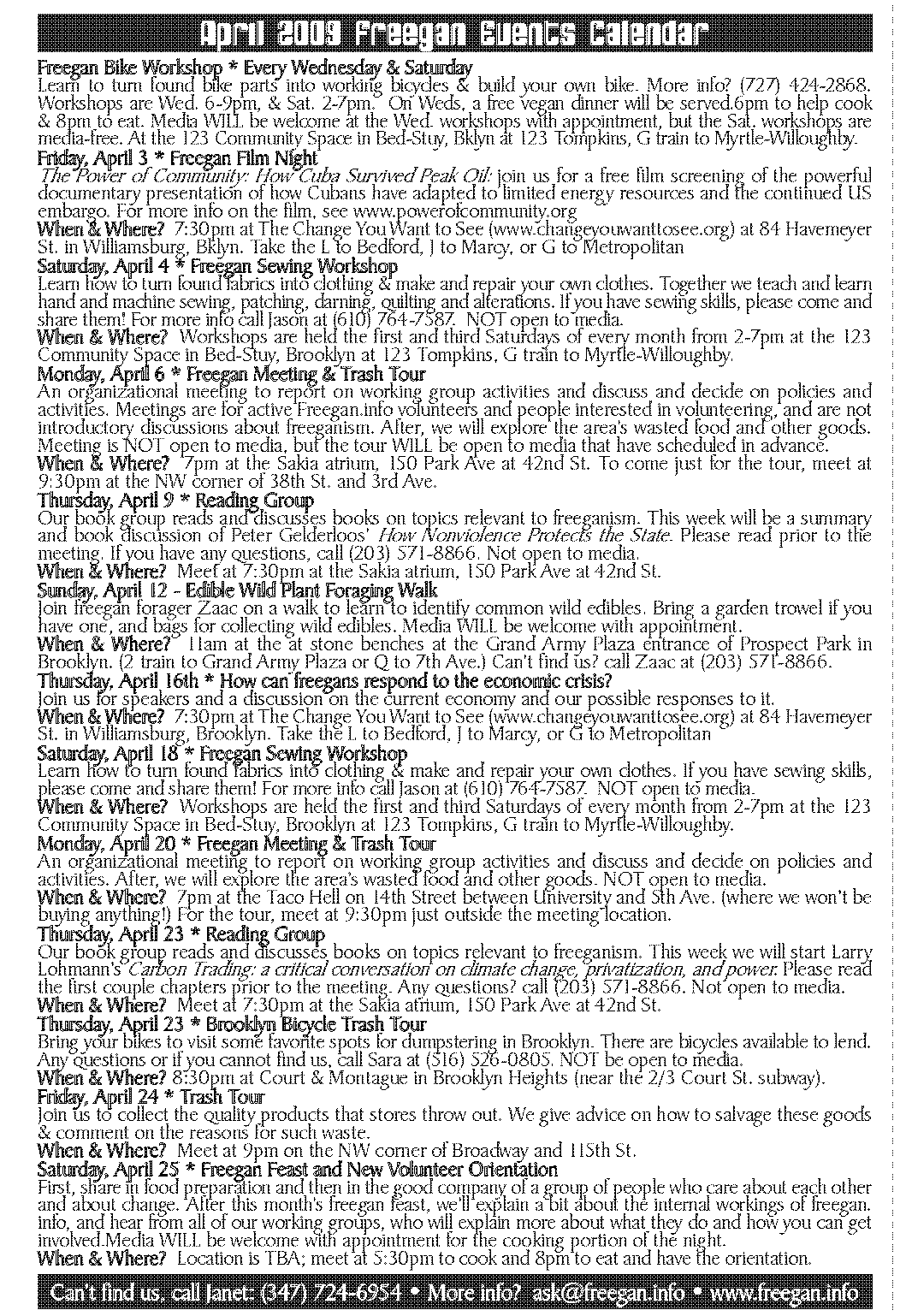
Un calendario degli eventi di freegan.info del 2008.
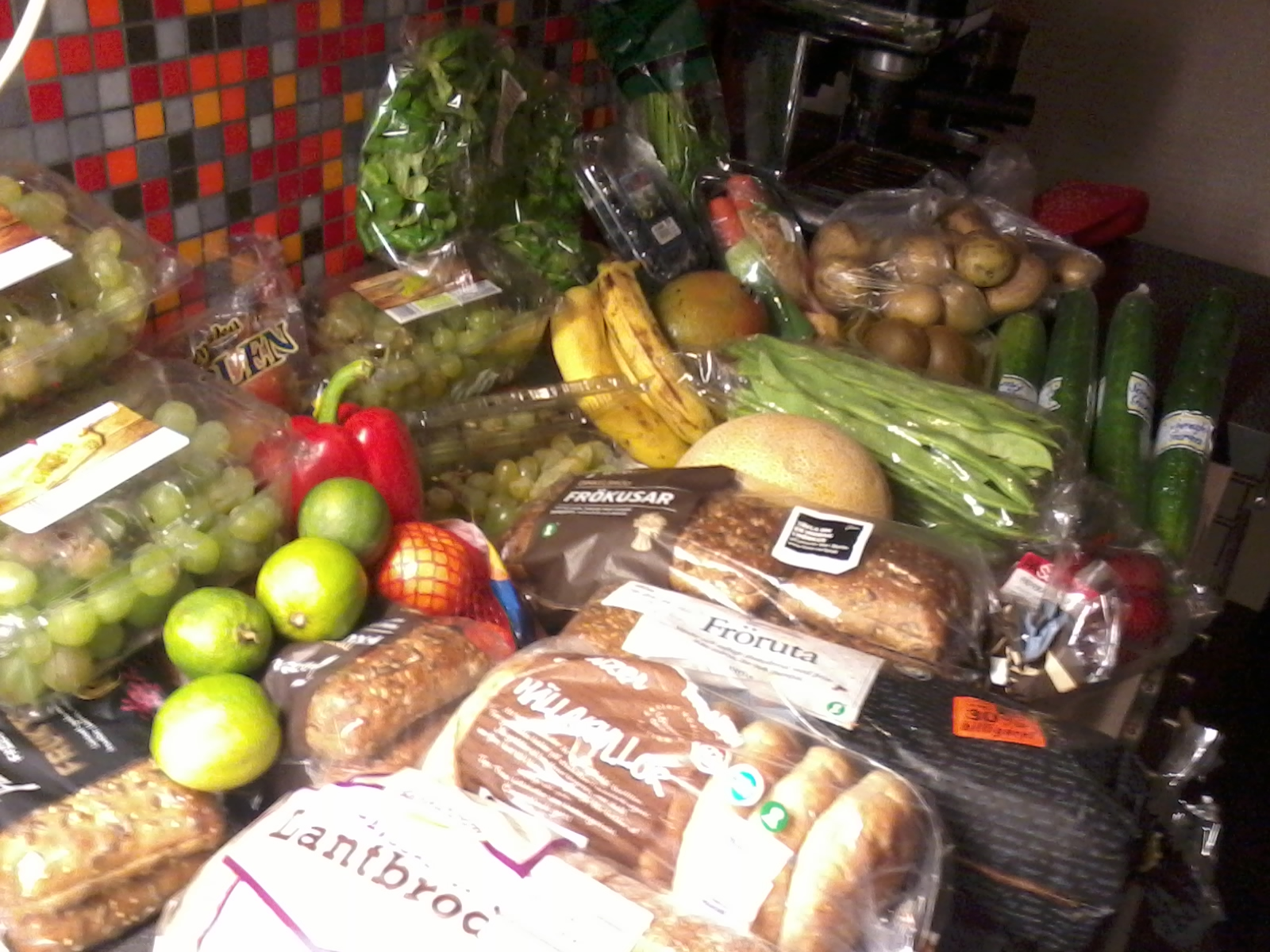
Cibo raccolto da un cassonetto a Linköping, in Svezia.
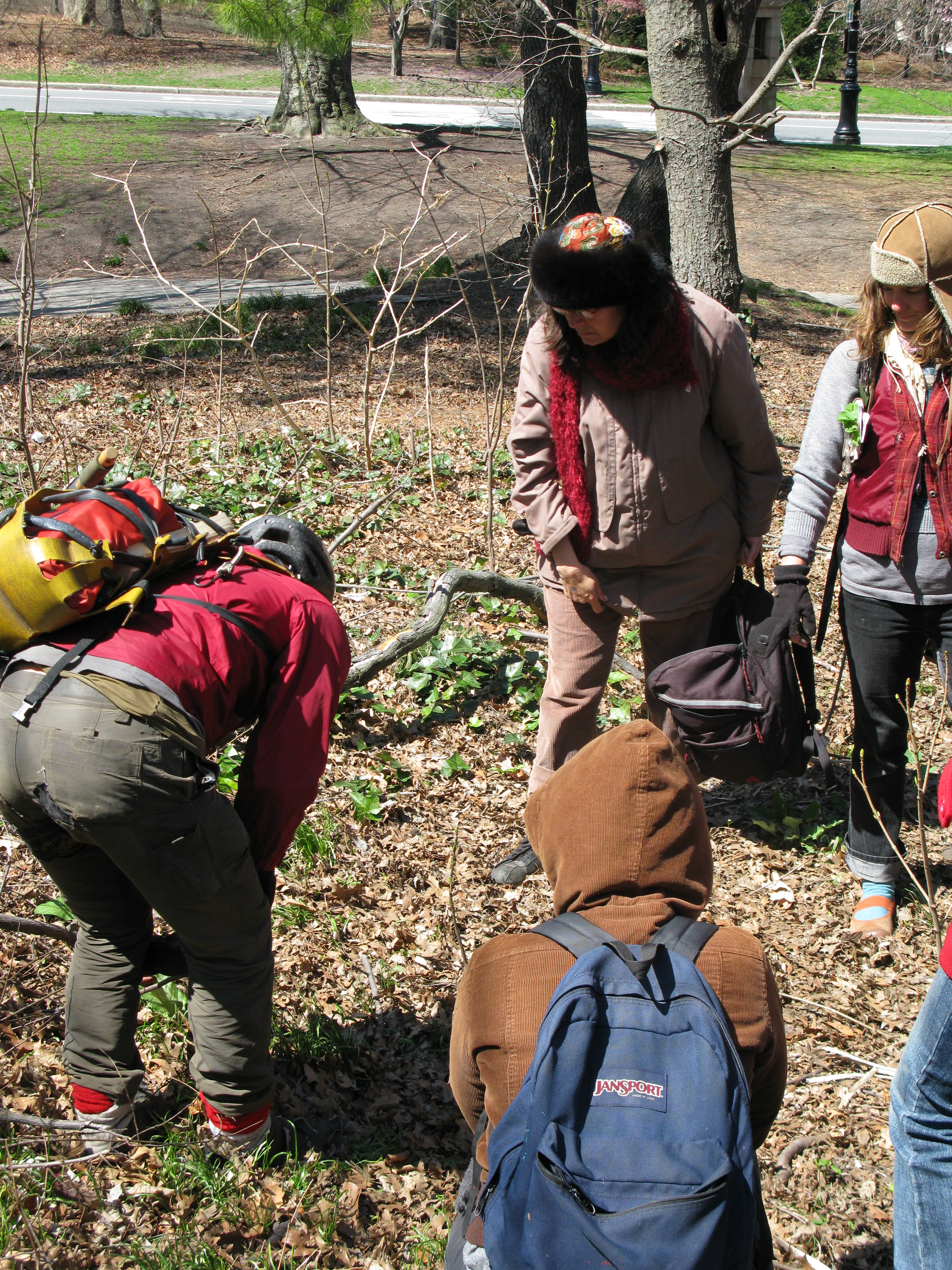
Freegans alla ricerca di cibo selvatico in un parco di New York City.
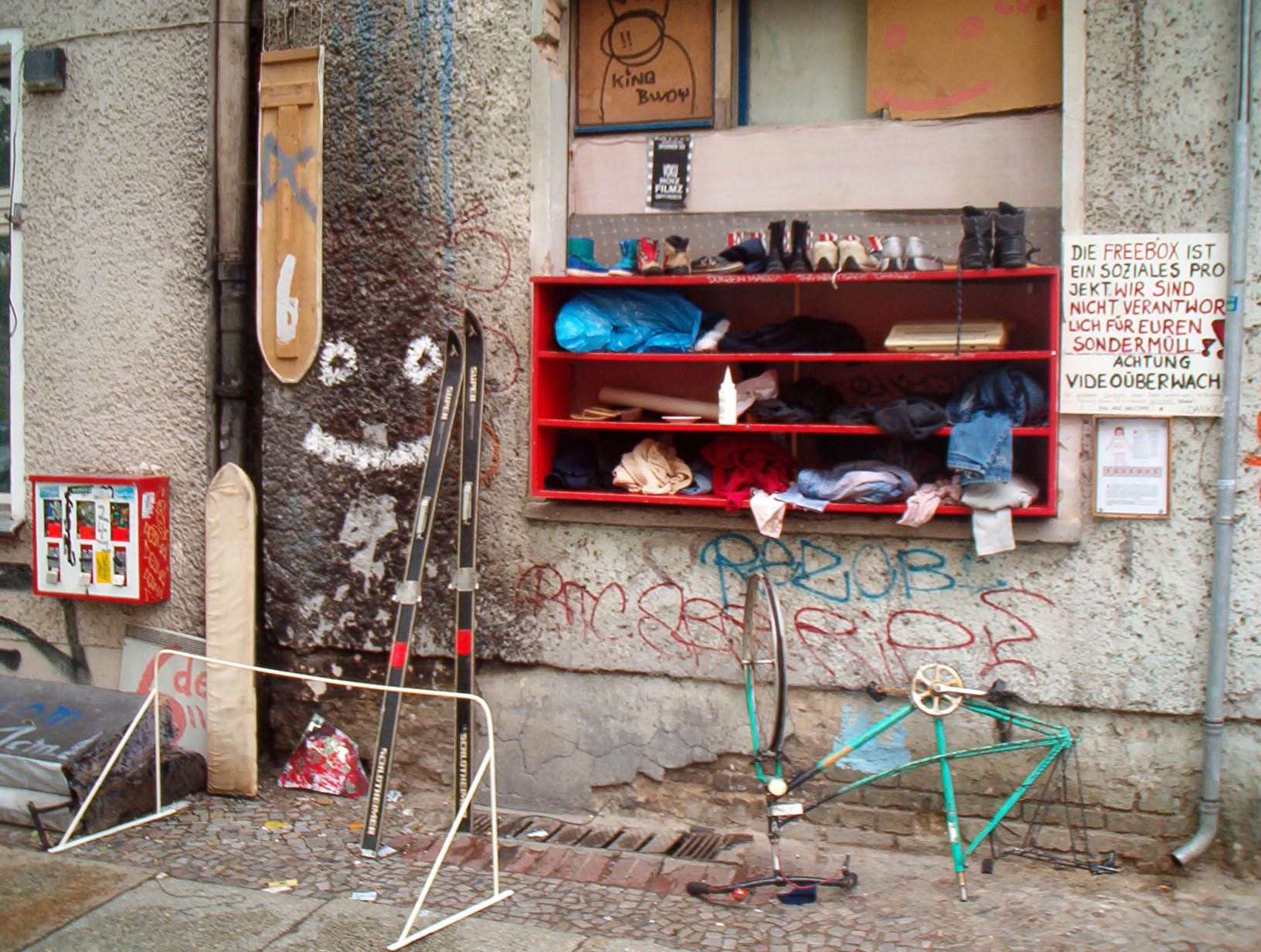
Un Freebox a Berlino, Germania, 2005, che funge da centro di distribuzione per materiali donati gratuitamente.
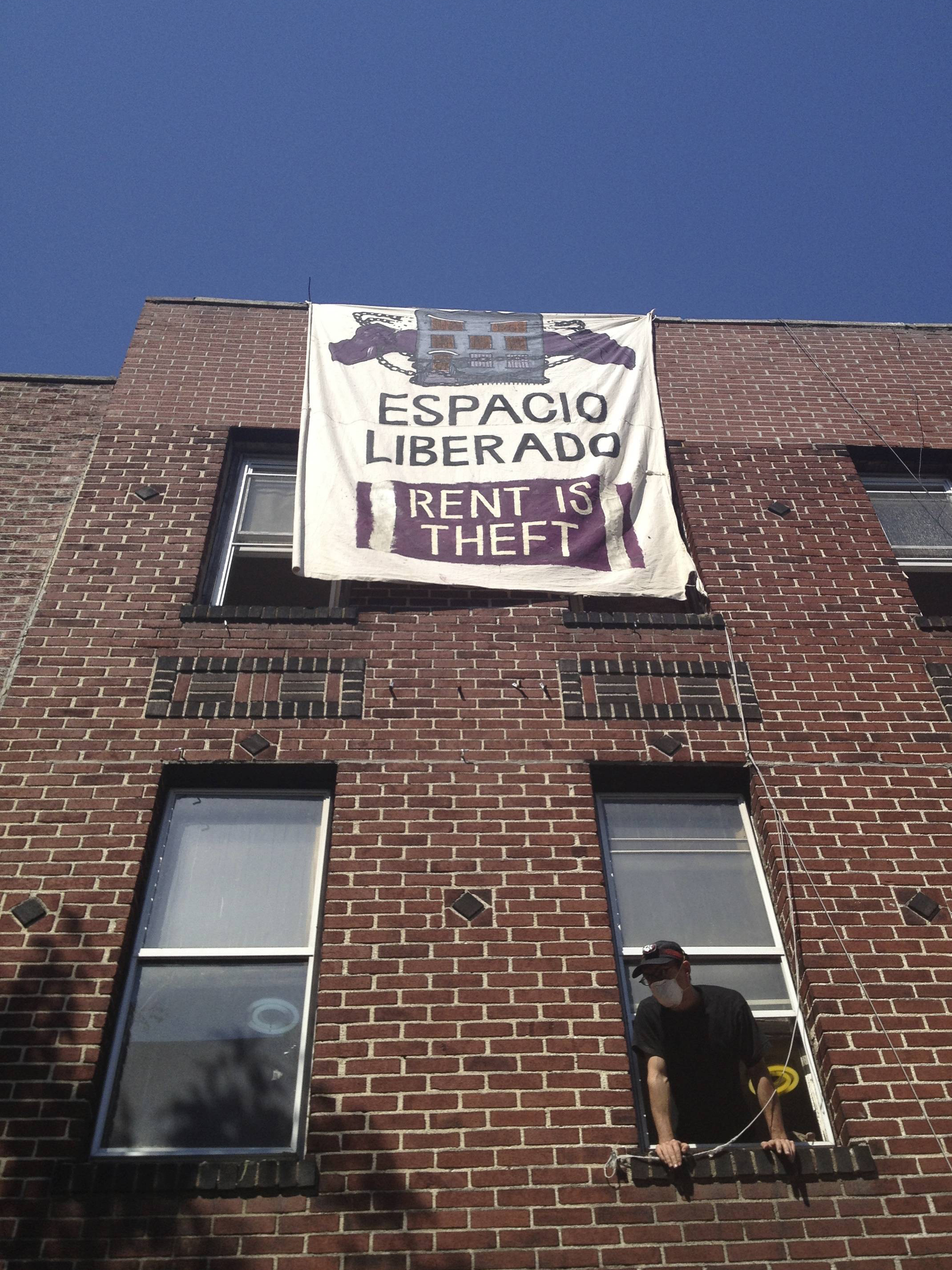
Un freegan in un edificio occupato a New York City.